# Episodi di Supergirl (prima stagione)
La prima stagione della serie televisiva Supergirl è stata trasmessa in prima visione assoluta sul canale statunitense CBS dal 26 ottobre 2015 al 18 aprile 2016.
La trasmissione del quarto e del quinto episodio negli Stati Uniti è stata invertita per evitare che Il super treno, la cui trama vede la protagonista fronteggiare degli attentati, andasse in onda pochi giorni dopo gli attentati a Parigi.
In Italia, la prima stagione è stata trasmessa in prima visione sul canale pay Premium Action dal 2 aprile al 2 luglio 2016; i primi due episodi sono stati resi disponibili una settimana prima la messa in onda televisiva sul servizio Premium Play. Dal 2 settembre al 7 ottobre 2016 è andata in onda anche in chiaro su Italia 1.
Al termine di questa stagione Calista Flockhart esce dal cast regolare.
| n. | Titolo originale                    | Titolo italiano              | Prima TV USA     | Prima TV Italia |
| -- | ----------------------------------- | ---------------------------- | ---------------- | --------------- |
| 1  | Pilot                               | Via, più veloce della luce!  | 26 ottobre 2015  | 2 aprile 2016   |
| 2  | Stronger Together                   | Più forti insieme            | 2 novembre 2015  | 9 aprile 2016   |
| 3  | Fight or Flight                     | Reactron                     | 9 novembre 2015  | 16 aprile 2016  |
| 4  | How Does She Do It?                 | Il super treno               | 23 novembre 2015 | 23 aprile 2016  |
| 5  | Livewire                            | Livewire                     | 16 novembre 2015 | 30 aprile 2016  |
| 6  | Red Faced                           | Red Tornado                  | 30 novembre 2015 | 7 maggio 2016   |
| 7  | Human for a Day                     | Umana per un giorno          | 7 dicembre 2015  | 14 maggio 2016  |
| 8  | Hostile Takeover                    | Scalata ostile               | 14 dicembre 2015 | 21 maggio 2016  |
| 9  | Blood Bonds                         | Legami di sangue             | 4 gennaio 2016   | 28 maggio 2016  |
| 10 | Childish Things                     | Il Giocattolaio              | 18 gennaio 2016  | 4 giugno 2016   |
| 11 | Strange Visitor From Another Planet | Il marziano bianco           | 25 gennaio 2016  | 4 giugno 2016   |
| 12 | Bizarro                             | Bizzarro                     | 1º febbraio 2016 | 11 giugno 2016  |
| 13 | For The Girl Who Has Everything     | Black mercy                  | 8 febbraio 2016  | 11 giugno 2016  |
| 14 | Truth, Justice and the American Way | Master jailer                | 22 febbraio 2016 | 18 giugno 2016  |
| 15 | Solitude                            | La fortezza della solitudine | 29 febbraio 2016 | 18 giugno 2016  |
| 16 | Falling                             | Kryptonite rossa             | 14 marzo 2016    | 25 giugno 2016  |
| 17 | Manhunter                           | Manhunter                    | 21 marzo 2016    | 25 giugno 2016  |
| 18 | World's Finest                      | Terre infinite               | 28 marzo 2016    | 2 luglio 2016   |
| 19 | Myriad                              | Myriad                       | 11 aprile 2016   | 2 luglio 2016   |
| 20 | Better Angels                       | L'ultimo sacrificio          | 18 aprile 2016   | 2 luglio 2016   |

## Via, più veloce della luce!
- Titolo originale: Pilot
- Diretto da: Glen Winter
- Scritto da: Greg Berlanti, Ali Adler e Andrew Kreisberg (soggetto); Ali Adler (sceneggiatura)

### Trama
Il pianeta Krypton sta per esplodere e la giovane Kara Zor-El viene inviata sulla Terra dai suoi genitori per proteggere suo cugino neonato, Kal-El. Pochi istanti dopo la partenza, Krypton esplode e l'onda d'urto manda fuori rotta la navicella che trasporta Kara, spingendola nella Zona Fantasma, una realtà parallela dove il tempo non scorre. Ventiquattro anni dopo, la navicella di Kara riesce a lasciare la Zona Fantasma e arriva finalmente sulla Terra: Kara viene trovata da Kal-El, nel frattempo divenuto Superman, e affidata alla famiglia Danvers. Dodici anni dopo, Kara vive a National City, dove conduce una vita tranquilla come assistente personale della dispotica Cat Grant, proprietaria dell'agenzia di stampa CatCo. Kara è dotata degli stessi poteri del cugino, ma ha scelto di tenerli nascosti; un giorno, però, la ragazza è costretta a rivelarsi per salvare l'aereo su cui si trova sua sorella adottiva, la scienziata Alex Danvers, e decide da quel momento di diventare un'eroina a tempo pieno, assumendo l'identità di Supergirl e contando sull'appoggio dell'amico e collega Winn Schott. Le gesta di Supergirl attirano l'attenzione del Dipartimento per le Operazioni Extra-Normali (DEO), un'organizzazione che si occupa di monitorare le attività degli alieni presenti sulla Terra e di cui fa parte in segreto anche Alex. Il direttore Hank Henshaw rivela a Kara che il DEO è attualmente impegnato a rintracciare i criminali giunti sulla Terra a bordo di Fort Rozz, un'immensa colonia penale arrivata dalla Zona Fantasma assieme a Kara: la maggior parte dei prigionieri è stata condannata proprio da Alura Zor-El, la madre di Kara. Alex sapeva tutto e per questo ha sempre incoraggiato Kara a non rivelarsi per non esporla alle rappresaglie degli evasi. Uno di essi, Vartox, tenta di uccidere Kara e la ragazza, ancora inesperta, viene sconfitta e tratta in salvo per un soffio dal DEO. Kara è scoraggiata, ma Alex le mostra un messaggio registrato da Alura e conservato per tutti quegli anni nella sua navicella: nel messaggio, Alura ricorda alla figlia le imprese eccezionali che è in grado di compiere e la esorta a non perdere mai la fiducia in se stessa. Kara, rinfrancata, decide di affrontare nuovamente Vartox: grazie ai suoi poteri e alla guida di Alex, che ha analizzato i punti deboli dell'alieno, Kara riesce a eliminarlo. Il giorno dopo, James Olsen, collega di Kara alla CatCo, svela alla ragazza di essere stato incaricato da Kal-El di vegliare su di lei e le consegna un regalo da parte del cugino: un indistruttibile mantello di stoffa kryptoniana per il suo costume. Tutto sembra procedere per il meglio, ma si scopre che Vartox lavorava per un temibile nemico: il generale Astra, sorella gemella di Alura, pronta a tutto pur di conquistare la Terra.
- Special guest star: Laura Benanti (Alura Zor-El/Astra), Dean Cain (Jeremiah Danvers), Helen Slater (Eliza Danvers).
- Guest star: Owain Yeoman (Vartox), Faran Tahir (comandante), Robert Gant (Zor-El), Ben Begley (Tobey), Derek Mio (Hayashi).
- Altri interpreti: Malina Weissman (Kara Zor-El da giovane), Jordan Mazarati (Alex Danvers da giovane), Briana Venskus (agente Vasquez), Chriss Anglin (pilota), Rick Garcia (se stesso), Nick Jaine (membro dell'equipaggio), Kinna McInroe (hostess), Leyna Nguyen (se stessa), Paul Stuart (Yale), Julien Yuen (ragazzo spaventato).
- Ascolti USA: telespettatori 12 960 000 – rating/share 18-49 anni 3.1/9%[6]

- Nota. Helen Slater, l'attrice che interpreta la madre adottiva di Kara, ha interpretato Supergirl nell'omonimo film del 1984, mentre Dean Cain, l'attore che interpreta il padre adottivo di Kara, ha interpretato Superman nella serie Lois & Clark - Le nuove avventure di Superman.

## Più forti insieme
- Titolo originale: Stronger Together
- Diretto da: Glen Winter
- Scritto da: Greg Berlanti e Andrew Kreisberg (soggetto); Andrew Kreisberg e Ali Adler (sceneggiatura)

### Trama
È passata una settimana da quando Kara ha iniziato a vestire i panni di Supergirl. Al DEO, Alex ed Hank sottopongono la ragazza ad una serie di duri allenamenti per testare le sue capacità e addestrarla ad usarle al meglio; Kara, però, impaziente di rendersi utile, ignora il consiglio di Alex di non avere fretta e finisce con l'inquinare accidentalmente la baia di National City durante il salvataggio di una nave. La reputazione di Supergirl subisce un duro colpo, e Kara si rende conto di avere ancora molto da imparare: grazie all'aiuto di Winn e James, che la guidano nel corso delle sue missioni, in breve tempo Kara impara ad usare i suoi poteri e ad agire come una vera eroina. Cat Grant incarica James di farle avere un'intervista con Supergirl, ma James è combattuto, non volendo essere ancora una volta etichettato semplicemente come l'amico di una persona famosa; Kara, dapprima contraria all'intervista, accetta per ringraziarlo del suo aiuto e perché ha capito di voler essere un'eroina diversa da Superman, che agisce sempre da solo. Nel frattempo, uno degli evasi di Fort Rozz s'intrufola in uno stabilimento chimico e uccide una guardia: il DEO viene chiamato ad indagare e Kara capisce che si tratta di un Hellgrammite, un alieno simile ad un insetto di cui aveva sentito parlare su Krypton e che attacca gli stabilimenti per procurarsi il DDT, di cui si nutre. Hank e Alex cercano di catturarlo, ma falliscono e Alex viene presa in ostaggio dall'Hellgrammite, che in realtà è un sicario di Astra; Kara si precipita a salvare la sorella e rimane allibita nel trovarsi faccia a faccia con la zia, che lei credeva morta nell'esplosione di Krypton. Astra le spiega di essere stata imprigionata a Fort Rozz da Alura per aver tentato di rivelare l'imminente fine di Krypton e la esorta ad unirsi a lei; Kara rifiuta e riesce a metterla in fuga, mentre Alex elimina l'Hellgrammite. Tornati al DEO, Kara accetta di riprendere l'addestramento e Alex, per dimostrarle la sua fiducia, le fa avere un'intelligenza artificiale che riproduce in parte la coscienza e i ricordi di Alura.
- Special guest star: Peter Facinelli (Maxwell Lord), Laura Benanti (Alura Zor-El/Astra).
- Guest star: Rich Ceraulo (agente Hartmann), Justice Leak (Hellgrammite), Eric Steinberg (Gor), Malina Weissman (Kara da bambina).
- Ascolti USA: telespettatori 8 850 000 – rating/share 18-49 anni 2.2/7%[7]

## Reactron
- Titolo originale: Fight of Flight
- Diretto da: Dermott Downs
- Scritto da: Michael Grassi e Rachel Shukert

### Trama
Supergirl si fa intervistare da Cat, ma si lascia sfuggire di essere la cugina di Superman: la notizia diventa immediatamente di pubblico dominio, fino a giungere alle orecchie di Reactron, un criminale equipaggiato con una potente armatura che rilascia energia nucleare. Reactron è un acerrimo nemico di Superman e vuole uccidere Supergirl per vendicarsi di qualcosa che l'eroe di Metropolis gli ha fatto in passato; il criminale attacca dunque l'eroina, che riesce a metterlo in fuga danneggiando la sua armatura. Henshaw non può intervenire perché il caso di Reactron, essendo un terrestre, non è di competenza del DEO e James consiglia a Kara di chiedere aiuto a Superman; Kara, però, è stanca di vivere nel perenne confronto con il cugino ed è decisa a dimostrare di essere in grado di cavarsela da sola. Reactron rapisce il geniale scienziato miliardario Maxwell Lord e lo costringe a riparargli l'armatura. Alex e Kara scoprono che Reactron è in realtà Ben Krull, un ingegnere che lavorava in una centrale nucleare che fu presa d'assalto anni prima da alcuni terroristi; Superman riuscì a fermarli, ma una perdita di radiazioni uccise sul colpo Alyssa, la moglie di Krull, il quale incolpa perciò l'eroe. Kara affronta di nuovo Reactron, ma ha la peggio e viene tratta in salvo per un soffio proprio da Superman, chiamato da James: Kara, furibonda, ha un aspro litigio con l'amico, ma alla fine tutto si chiarisce. Reactron sferra un nuovo attacco contro Supergirl: grazie ad Alex ed Henshaw, che ha infine deciso di intervenire, Supergirl salva Winn e James, e la ragazza riesce a disattivare l'armatura di Reactron, rendendolo inoffensivo. Alex è consapevole di aver infranto le direttive del DEO aiutando Kara, ma sa anche di essere stata assunta al dipartimento soltanto in quanto sorella di un'aliena, rivelando di vivere un disagio molto simile a quello di Kara: Henshaw conferma che le cose stanno così, ma le ricorda anche che Alex ha dimostrato per tutto quel tempo di aver meritato la fiducia del DEO. Più tardi, Kara riceve un messaggio di suo cugino Clark, che si complimenta con lei per l'ottimo lavoro svolto. L'episodio si chiude con l'arrivo alla CatCo di Lucy Lane, sorella di Lois Lane ed ex fidanzata di James.
- Special guest star: Peter Facinelli (Maxwell Lord), Jenna Dewan-Tatum (Lucy Lane).
- Guest star: Chris Browning (Ben Krull/Reactron).
- Altri interpreti: Jay Jackson (reporter #1), Pilar Holland (reporter #2), Briana Venskus (agente Vasquez), John Churchill (ingegnere #2), Nerlyn Jean (cameriera), Angela Meryl (conducente dell'autobus), Majeed Nami (ingegnere #1), Joshua Triplett (passeggero), Nischelle Turner (ospite del talk show).
- Ascolti USA: telespettatori 8 070 000 – rating/share 18-49 anni 1.7/5%[8]

## Il super treno
- Titolo originale: How Does She Do It?
- Diretto da: Thor Freudenthal
- Scritto da: Yahlin Chang e Ted Sullivan

### Trama
Durante una ronda, Supergirl scopre un drone che la tiene d'occhio e lo disattiva; poco dopo, una bomba esplode in un grattacielo e Supergirl riesce ad impedire il crollo. L'analisi dei resti dell'ordigno e del drone rivela che i congegni erano stati costruiti con una tecnologia inventata da Maxwell Lord. Alex ed Hank, fingendosi agenti federali, interrogano Lord, ma l'uomo nega ogni coinvolgimento, rivelando anzi che il grattacielo in cui è avvenuto l'attentato ospitava uno dei suoi laboratori e che perciò lui stesso è il bersaglio; Lord non ha condiviso l'informazione perché diffidente nei confronti del governo, che anni prima commise una negligenza che costò la vita ai suoi genitori. Kara, nel frattempo, si offre di badare a Carter, l'introverso figlio adolescente di Cat, perché la donna deve recarsi a Metropolis per ritirare un'onorificenza; la ragazza si trova così a barcamenarsi tra il lavoro, l'attenzione per il ragazzo e i suoi doveri come Supergirl, rendendosi infine conto di dover ancora imparare a gestire tutti gli aspetti della sua nuova vita. Come se non bastasse, l'arrivo di Lucy Lane mette in crisi Kara, che da tempo cerca di trovare il coraggio di confessare a James di avere una cotta per lui. Il rapporto tra James e Lucy è molto teso e Alex esorta la sorella ad approfittarne; Kara, inizialmente, segue il suo consiglio, ma quando scopre che Lucy e James si erano lasciati a causa di una banale incomprensione, sceglie di farsi da parte e li aiuta a tornare insieme. L'attentatore piazza un'altra bomba alle industrie Lord e Supergirl riesce a portare l'ordigno fuori città appena in tempo: la bomba esplode, e Supergirl, stordita dall'impatto, viene riportata al DEO, dove Hank la sottopone ad un trattamento rigenerativo a base di lampade solari. Mentre recupera i sensi, la ragazza scorge uno strano bagliore rosso negli occhi di Hank e inizia a sospettare che il direttore nasconda qualcosa. L'attentatore si rivela essere Ethan Knox, un ex dipendente di Lord licenziato nel corso del progetto di realizzazione di un supertreno ad alta velocità che verrà inaugurato quella sera stessa, e il DEO conclude che l'attacco finale avverrà proprio durante il viaggio. Supergirl pattuglia il treno, ma si scopre che Knox ha creato un diversivo piazzando un'altra bomba all'aeroporto di National City; una squadra del DEO guidata da Hank e Alex si occupa del problema e Hank, senza farsi scoprire, disinnesca la bomba grazie ai suoi misteriosi poteri. Sul treno, Supergirl trova Knox, pronto a commettere un ultimo attentato con una bomba che questa volta è cucita nei suoi abiti, e cerca di farlo ragionare; Knox le rivela di aver fatto tutto per la figlia, gravemente ammalata, e permette all'eroina di salvare i passeggeri, per poi farsi saltare in aria. Kara capisce che l'obiettivo di Knox non è mai stato vendicarsi di Maxwell Lord: è stato infatti Lord stesso a costringerlo a costruire il drone e le bombe al solo scopo di testare i poteri di Supergirl in cambio di assistenza sanitaria per la figlia. Supergirl non ha modo di dimostrarlo, ma promette a Lord di tenerlo d'occhio; Lord, soddisfatto, dichiara che questo è soltanto l'inizio.
- Special guest star: Peter Facinelli (Maxwell Lord), Jenna Dewan-Tatum (Lucy Lane), Levi Miller (Carter Grant).
- Guest star: Scott Michael Campbell (Ethan Knox), Rich Ceraulo (agente Hartmann), Tristin Mays (Paulina).
- Altri interpreti: Briana Venskus (agente Vasquez), Jay Jackson (anchorman), Pilar Holland (anchorwoman), Stephanie Czajkowski (guardia di sicurezza), Carly Nikanen (editor), Renee Pezzotta (insegnante).
- Ascolti USA: telespettatori 7 190 000 – rating/share 18-49 anni 1.5/5%[9]

## Livewire
- Titolo originale: Livewire
- Diretto da: Kevin Tancharoen
- Scritto da: Roberto Aguirre-Sacasa e Caitlin Parrish

### Trama
È il Giorno del Ringraziamento e le sorelle Danvers ricevono la visita della loro madre, Eliza: Alex teme di prendersi una lavata di testa per aver permesso a Kara di diventare Supergirl e Kara le consiglia di rivelare ad Eliza la verità sul suo lavoro al DEO. Eliza, però, reagisce molto male alle rivelazioni di Alex e le due hanno una brutta discussione: Alex non capisce perché Eliza sia tanto severa solo con lei e madre e figlia si lasciano in malo modo. Più tardi, Eliza spiega ad Alex di averla sempre voluta spronare a dare il meglio di sé e confessa di essere molto orgogliosa di tutto quello che sta facendo per proteggere Kara; Alex, da parte sua, si scusa con la madre per averle mentito, e le due si riappacificano. Eliza svela che anche Jeremiah, il padre di Alex, era un agente del DEO e fu reclutato a forza dietro minaccia del dipartimento di sequestrare Kara; Jeremiah morì misteriosamente nel corso di una missione e Kara e Alex, che non avevano idea che i genitori sapessero dell'esistenza del DEO, cominciano a sospettare di Hank. Nel frattempo, Leslie Willis, l'irriverente DJ della CatCo, viene punita da Cat per i suoi continui e pesanti insulti a Supergirl e costretta a seguire la cronaca del traffico cittadino. Mentre è in volo, l'elicottero di Leslie precipita a causa di un temporale; Supergirl riesce a salvarla, ma un fulmine colpisce entrambe e Leslie cade in coma. Quando si risveglia, la donna scopre di aver acquisito immensi poteri elettrici e decide di sfruttarli per vendicarsi di Cat, assumendo l'identità di Livewire. Grazie a Supergirl, Cat scampa ad un primo attacco di Livewire; poco dopo, la donna confessa a Kara di sentirsi responsabile per ciò che è diventata Leslie perché non ha mai fatto nulla per spingerla a diventare una persona migliore, come invece ha fatto con Supergirl. Kara, così, si rende conto che Cat si è ormai affezionata a Supergirl come ad una figlia e comprende anche il motivo della severità di Eliza verso Alex: ciò, tuttavia, le ricorda anche di non essere davvero figlia di Eliza e Jeremiah e la ragazza, in un momento di profonda emozione, confida a Cat la sua tristezza per essere un'orfana. Hank scopre che il fulmine ha potuto trasformare Leslie perché l'elettricità, passando prima attraverso il corpo di Kara, le ha trasmesso alcuni poteri kryptoniani; Alex, allora, elabora un condensatore in grado di assorbire l'energia di Livewire e Cat si offre di fare da esca per attirare la criminale. Livewire si accorge della trappola e distrugge il condensatore, ma Supergirl riesce a metterla fuori gioco con un getto d'acqua che provoca in Livewire un vero e proprio sovraccarico. Il giorno dopo, Cat informa Kara di aver deciso di realizzare un reportage sul volontariato durante il Ringraziamento, precisando però di farlo solo per il bene degli indici d'ascolto, e riprende a trattare la ragazza con il consueto distacco; Kara, però, ha ormai capito che il suo capo tiene a lei quanto a Supergirl, e se ne va sorridendo.
- Special guest star: Dean Cain (Jeremiah Danvers), Helen Slater (Eliza Danvers), Jenna Dewan-Tatum (Lucy Lane).
- Guest star: Brit Morgan (Leslie Willis/Livewire), Malina Weissman (Kara Zor-El da giovane).
- Altri interpreti: Jay Jackson (anchorman), Jordan Mazarati (Alex Danvers da giovane), Michael Mealor (molestatore), Tom Waite (pilota)
- Ascolti USA: telespettatori 7 770 000 – rating/share 18-49 anni 1.8/6%[10]

## Red Tornado
- Titolo originale: Red Faced
- Diretto da: Jesse Warn
- Scritto da: Michael Grassi e Rachel Shukert

### Trama
Il generale Sam Lane, padre di Lucy, giunge a National City per testare il Red Tornado, un androide creato dal dottor T.O. Morrow, e chiede la collaborazione del DEO per organizzare un combattimento di prova tra l'automa e Supergirl. Il generale odia gli alieni e chiunque simpatizzi per loro e ciò è causa di un'inevitabile serie di contrasti sia con James che con il DEO; James, in particolare, è costretto più di tutti a subire l'arroganza di Lane perché il generale non lo ritiene all'altezza della figlia. Kara, da parte sua, attraversa un brutto periodo e fatica a controllare la rabbia: il giorno del test con il Red Tornado, Supergirl sconfigge in breve tempo l'androide, strappandogli inoltre un braccio, ma a causa dei colpi ricevuti il Red Tornado sfugge ai comandi di Morrow e fugge. Lane, furioso, licenzia Morrow e accusa Supergirl e il DEO di aver messo in pericolo l'intera nazione; questa è la goccia che fa traboccare il vaso per Kara, e all'ennesima predica di Cat la ragazza reagisce urlando in faccia al capo tutta la sua frustrazione. Con sua somma sorpresa, però, Cat non la licenzia: la donna, che sta passando un momento altrettanto difficile a causa della scomoda presenza di sua madre Katherine, spiega a Kara l'importanza di dominare le emozioni e le consiglia di trovare una valvola di sfogo. La ragazza decide allora di concentrarsi sulla caccia al Red Tornado e interviene per fermare l'androide, che ha attaccato il generale Lane; Supergirl gli tiene testa, ma l'androide riesce a scappare. Hank e Alex scoprono che il Red Tornado è equipaggiato con un rivestimento in piombo, impenetrabile alla vista a raggi X di Supergirl: ciò significa che l'androide è stato progettato in realtà come arma contro i kryptoniani e Lane conferma che esso avrebbe dovuto servire come eventuale contromisura contro Superman e Supergirl. Alex chiede aiuto a Maxwell Lord per analizzare il braccio di Red Tornado strappato da Kara e lo scienziato scopre che l'androide non è affatto fuori controllo: Red Tornado è infatti dotato di un sistema GPS manovrato da Morrow, che ha aizzato l'automa contro Lane per vendicarsi del licenziamento. Alex affronta Morrow mentre Supergirl tiene impegnato Red Tornado; Alex è infine costretta ad uccidere l'uomo, ma Red Tornado ha ormai raggiunto l'autocoscienza ed è quindi indipendente da comandi esterni. Supergirl, tirando fuori tutta la propria rabbia, riesce infine a distruggerlo e Lane è suo malgrado costretto a riconoscere di dovere la vita ad un'aliena. Lucy, dopo tutto ciò che è accaduto, decide di non lavorare più per il padre e di rimanere a National City con James; Alex, decisa a scoprire cosa accadde a suo padre, chiede aiuto a Winn e quest'ultimo s'infiltra nei computer del DEO, scoprendo che Jeremiah Danvers scomparve durante una missione in Sud America e l'ultima persona ad averlo visto vivo è l'agente che lo accompagnò, ovvero Hank Henshaw. Kara, al lavoro, rompe accidentalmente un bicchiere e si ferisce con uno dei cocci: sconvolta, la ragazza capisce di aver perso i suoi poteri.
- Special guest star: Peter Facinelli (Maxwell Lord), Jenna Dewan (Lucy Lane).
- Guest star: Glenn Morshower (generale Sam Lane), Iddo Goldberg (Red Tornado/T. O. Morrow), Luke Macfarlane (agente Donovan), Joan Juliet Buck (Katherine Grant).
- Altri interpreti: Briana Venskus (agente Vasquez), Joe Bucaro III (conducente #1), Thom Williams (conducente #2).
- Ascolti USA: telespettatori 8 020 000 – rating/share 18-49 anni 1.6/5%[11]

## Umana per un giorno
- Titolo originale: Human for a Day
- Diretto da: Larry Teng
- Scritto da: Yahlin Chang e Ted Sullivan

### Trama
Kara ha perso i suoi poteri a causa della battaglia contro il Red Tornado, che l'ha lasciata senza forze; James e Alex le assicurano tuttavia che la condizione è solo temporanea. Un terremoto colpisce improvvisamente National City; la scossa danneggia gravemente la base del DEO e Jemm, un criminale alieno dotato di devastanti poteri psichici, ne approfitta per evadere. Hank ordina perciò lo stato di quarantena e fa isolare l'intera base: gli agenti dovranno vedersela con Jemm senza poter contare sull'aiuto di Supergirl. Lord, intanto, approfitta dell'assenza di Supergirl per screditarla agli occhi dell'intera National City, costretta a far fronte ai danni provocati dal sisma senza di lei, e Cat controbatte incoraggiando i cittadini a prendere d'esempio l'eroismo di Supergirl; Kara ritrova coraggio e, nei panni di Supergirl e fingendo di aver ritrovato i poteri, riesce a sventare una rapina con la sola forza delle parole, convincendo il criminale a consegnarsi a lei. Winn svolge alcune ricerche sulla fisiologia kryptoniana e scopre che Kara potrebbe riottenere più in fretta i suoi poteri grazie ad una scarica di adrenalina: l'occasione si presenta quando James precipita nella tromba di un ascensore nel tentativo di aiutare alcune persone a mettersi in salvo e Kara, alla vista dell'amico in pericolo, riacquista i suoi poteri, salvando James. Al DEO, intanto, Alex teme che Hank sia complice di Jemm e possa tradirli tutti da un momento all'altro; messo con le spalle al muro, Hank ammette di averle tenuto nascosta la verità su Jeremiah, ma sostiene anche di non essere stato lui ad ucciderlo. Alex non gli crede e lo ammanetta, per poi andare ad affrontare Jemm da sola; l'alieno, però, è troppo potente, e solo l'intervento di Hank, riuscito a liberarsi grazie ai suoi poteri, permette ad Alex di mettere Jemm al tappeto. Tornata la calma, Hank rivela ad Alex di essere in realtà un alieno rifugiatosi sulla Terra secoli prima per scampare alla distruzione del suo mondo; Jeremiah Danvers morì per salvarlo dal vero Hank Henshaw, che voleva ucciderlo, così l'alieno decise di sostituirsi ad Henshaw e di vegliare su Alex e Kara per onorare la memoria di Jeremiah. L'alieno prega Alex di mantenere il suo segreto, dopodiché le mostra il suo vero aspetto e le rivela il suo nome: J'onn J'onzz, ultimo superstite di Marte. Supergirl, intanto, scossa dalla giornata appena trascorsa, chiede consiglio a Cat: la donna la rimprovera per essere sparita perché il primo dovere di un eroe è portare speranza alle persone, cosa per cui non è necessario avere dei poteri, e Supergirl ringrazia Cat per essere stata per quel giorno l'eroina che ha ridato la speranza a lei. Poco dopo, tornando a casa, Supergirl viene attaccata da Astra.
- Special guest star: Peter Facinelli (Maxwell Lord), Laura Benanti (Alura Zor-El/Astra).
- Guest star: Luke Macfarlane (agente Donovan), Charles Halford (Jemm).
- Altri interpreti: Zuhair Haddad (negoziante), David Lim (agente Tsung), Ayo Sorrells (agente Reynolds), Casey Strand (giornalista), Ashton Bingham (tecnico), Stephanie Arcila (donna per strada).

## Scalata ostile
- Titolo originale: Hostile Takeover
- Diretto da: Karen Gaviola
- Scritto da: Roberto Aguirre-Sacasa e Caitlin Parrish

### Trama
Astra attacca Supergirl; quest'ultima non riesce a competere alla pari perché l'armatura della zia è equipaggiata con una tecnologia che la protegge dagli effetti della kryptonite. Astra offre alla nipote di allearsi con lei, ma Kara rifiuta e batte in ritirata. La ragazza, che nonostante tutto è ancora affezionata alla zia, è rimasta molto turbata dall'incontro e Alex le consiglia di prendersi una pausa di qualche giorno, avvisandola che quando sarà il momento di affrontare Astra dovrà essere pronta a tutto, anche ad uccidere; Kara non le dà ascolto e quando Astra la sfida davanti a tutti, riesce a neutralizzarla, catturandola e portandola al DEO. Kara, però, scopre di essere stata usata da Alura per catturare Astra e ne è profondamente addolorata: la ragazza, infatti, sa che Astra aveva cercato di impedire la fine di Krypton ed ora si sente tradita dalla madre e responsabile per la distruzione del suo mondo. Alex, però, fa notare alla sorella che tutto ciò che sa di quegli eventi è quello che Astra le ha raccontato e la esorta a non saltare subito alle conclusioni. Alla CatCo, un hacker viola il computer di Cat, rendendo pubblici diversi dettagli della vita privata della donna; quest'ultima, per nulla intenzionata a lasciarsi intimidire, incarica Kara, James e Winn di scoprire il responsabile. Cat sospetta che il mandante sia Dirk Armstrong, il capo del suo consiglio di amministrazione, e Kara, origliando una conversazione dell'uomo con i colleghi grazie ai suoi poteri, scopre che Armstrong intende costringere Cat a dimettersi per assumere il controllo dell'azienda; Cat non vuole comunque cedere, ma è infine costretta a gettare la spugna quando scopre che la prossima informazione che verrà divulgata sarà un dettaglio particolarmente doloroso che riguarda la sua famiglia. Winn, grazie ad una cimice introdotta da James nel computer di Armstrong, riesce ad ottenere le prove della sua colpevolezza, che risultano valide perché Armstrong ha utilizzato apparecchiature e dati della CatCo per attuare il suo piano; Armstrong viene così arrestato e tutto si conclude per il meglio. Cat, però, ha ormai capito che Kara e Supergirl sono la stessa persona e ringrazia la ragazza per lo splendido lavoro svolto. Al DEO, J'onn J'onzz e Alex si rendono conto che Astra si è fatta catturare di proposito: il duello è stato infatti un diversivo per permettere agli uomini di Astra, capeggiati da suo marito Non, di attaccare le industrie Lord. Supergirl e gli agenti del DEO, capitanati da Alex e J'onn J'onzz, danno battaglia; l'episodio si conclude con Supergirl e Non, pronti ad affrontarsi.
- Special guest star: Peter Facinelli (Maxwell Lord), Laura Benanti (Alura Zor-El/Astra), Jenna Dewan (Lucy Lane).
- Guest star: Chris Vance (Non), Peter Mackenzie (Dirk Armstrong), Eric Steinberg (Gor), Malina Weissman (Kara da bambina).
- Altri interpreti: Jay Jackson (anchorman #1), Louis Aguirre (anchorman #3), Jennifer Cadena (assistente), Dar Dixon (membro del consiglio #1), Gayla Johnson (membro del consiglio #2), Tiffany Phillips (reporter).

## Legami di sangue
- Titolo originale: Blood Bonds
- Diretto da: Steve Shill
- Scritto da: Ted Sullivan e Derek Simon

### Trama
Supergirl e Non si scontrano; il combattimento volge in favore della ragazza e Non, messo alle strette, fugge prendendo in ostaggio J'onn J'ozz. Secondo il protocollo del DEO, Alex dovrebbe assumere la direzione fino al risolvimento della crisi, ma la Casa Bianca decide di affidare il dipartimento al generale Lane, che come prima cosa tortura Astra con iniezioni di kryptonite per avere informazioni. Astra finge di collaborare e attira gli uomini di Lane in una trappola: solo l'intervento di Supergirl evita una catastrofe. James, con l'aiuto di Winn, s'infiltra nelle industrie Lord per scoprire cosa cercasse Non, ma viene catturato e malmenato da Lord in persona come avvertimento. Kara, intanto, è alle prese con Cat, che tenta ripetutamente di costringerla ad ammettere di essere Supergirl; Cat intende licenziarla perché convinta che il suo lavoro come assistente interferisca con i suoi doveri di eroina, ma alla fine è Kara stessa a dimettersi pur di non rivelare la verità. La perdita del posto è un grave colpo per Kara, che finisce con il cercare conforto nell'unica cosa che sente le sia rimasta, ovvero il suo legame di sangue con Astra: la zia le confida che Alura dovette condannarla per i suoi crimini, ma s'impegnò a proseguire la sua opera di salvataggio di Krypton con mezzi pacifici, e Kara ritrova così fiducia nel ricordo della madre. Kara e Alex, contravvenendo agli ordini di Lane, decidono di accettare una richiesta di scambio di Non, liberando Astra in cambio di J'onn; Non tradisce i termini dell'accordo ordinando un attacco durante lo scambio, ma Astra impone la ritirata, salvando la situazione. Prima di fuggire, Astra chiarisce di averlo fatto solo per una questione d'onore, ma Kara capisce che la zia, in realtà, le vuole ancora bene e ha voluto proteggerla. J'onn riprende la direzione del DEO e rivela a Kara la sua identità, provandole la sua innocenza per quanto riguarda la morte di Jeremiah Danvers; Kara è stupita e un po' contrariata di essere stata tenuta all'oscuro, ma mantiene volentieri il segreto del direttore. J'onn, che tra i suoi poteri annovera l'abilità di trasformarsi, aiuta poi la ragazza a riottenere il suo lavoro alla CatCo mostrandosi a Cat sotto le sembianze di Supergirl insieme a Kara; Cat, a questo punto, non può fare altro che riconoscere di aver preso un abbaglio e riassume la sua assistente, di cui sentiva peraltro già la mancanza. Lord, intanto, fa ricoverare in un laboratorio segreto una sconosciuta ragazza in coma per scopi misteriosi.
- Special guest star: Peter Facinelli (Maxwell Lord), Laura Benanti (Alura Zor-El/Astra).
- Guest star: Chris Vance (Non), Glenn Morshower (generale Sam Lane), Robert Gant (Zor-El), Ric Sarabia (soldato kryptoniano), Hope Lauren (ragazza in coma).
- Altri interpreti: Briana Venskus (agente Vasquez), Christopher Showerman (Tor), Rey Hernandez (comandante), Michael Albala (scienziato).

## Il Giocattolaio
- Titolo originale: Childish Things
- Diretto da: Jamie Babbit
- Scritto da: Yahlin Chang (soggetto); Anna Musky-Goldwyn e James DeWille (sceneggiatura)

### Trama
Un pericoloso criminale evade di prigione uccidendo le guardie in modo molto creativo: utilizza infatti giocattoli modificati per risultare armi mortali. L'uomo è Winslow Schott, detto il Giocattolaio, un assassino condannato oltre undici anni prima per l'uccisione di sei persone. L'uomo è anche il padre di Winn, il quale viene perciò immediatamente interrogato dall'FBI, che ritiene che il Giocattolaio possa contattarlo da un momento all'altro; Winn, effettivamente, riceve un pupazzo con un messaggio del padre che gli chiede d'incontrarlo e dietro consiglio di Kara informa l'FBI, che prepara quindi una trappola per catturare il criminale. Il Giocattolaio, però, fiuta il tranello e riesce a dileguarsi. Winn confida a Kara che la pazzia di suo padre esplose improvvisamente quando un suo concorrente, Chester Dunholtz, gli soffiò un importante progetto: Schott tentò di eliminarlo con una bomba nascosta in un orsacchiotto che tuttavia mancò il bersaglio, uccidendo invece alcuni membri dello staff di Dunholtz, e da allora il Giocattolaio, come venne soprannominato dai media, medita vendetta. Winn teme di celare la stessa follia che distrusse suo padre e che un giorno emergerà senza preavviso proprio come accadde a lui; Kara cerca di confortarlo e Winn la bacia, lasciandola di sasso. Più tardi, il Giocattolaio rapisce Winn e lo obbliga a cercare di uccidere Dunholtz durante una presentazione dietro minaccia di eliminare tutti i convenuti con una serie di bombe piazzate in alcuni giocattoli; Winn è costretto a sottomettersi, ma l'intervento di Supergirl salva la situazione e il Giocattolaio viene nuovamente arrestato. Più tardi, Winn rivela a Kara di amarla, ma la ragazza non lo ricambia e non sa cosa fare per evitare di ferire l'amico. Il DEO, intanto, scopre, grazie alle informazioni di James, che Lord ha pianificato una rivalsa contro i kryptoniani e sta conducendo delle attività segrete all'interno di uno dei suoi laboratori; J'onn J'onzz vi si infiltra mentre Alex tiene impegnato Lord e scopre la presenza della misteriosa ragazza in coma. A fine giornata, Kara e Alex si rilassano a casa della ragazza e parlano degli eventi appena accaduti; Alex, però, non si è accorta che Lord le ha inserito una microcamera nella borsetta, e lo scienziato scopre così la vera identità di Supergirl.
- Special guest star: Jenna Dewan (Lucy Lane), Peter Facinelli (Maxwell Lord).
- Guest star: Emma Caulfield (agente Cameron Chase), Henry Czerny (Winslow Schott Sr./Giocattolaio), Hope Lauren (ragazza in coma), Scott Alan Smith (Chester Dunholtz).
- Altri interpreti: Bruno Amato (agente di guardia), Chris Jai Alex (guardia #1), David Salsa (guardia #2), Isaac Keys (guardia #3), Angela Martinez (reporter).

## Il marziano bianco
- Titolo originale: Strange Visitor from Another Planet
- Diretto da: Glen Winter
- Scritto da: Michael Grassi e Caitlin Parrish

### Trama
A National City giunge la senatrice Miranda Crane, amica del generale Lane e come lui fortemente ostile alla presenza degli alieni sulla Terra. Durante un comizio, la donna viene attaccata da un alieno; Supergirl risolve la situazione, ma l'aggressore riesce a fuggire. La Crane viene presa in custodia dal DEO finché l'alieno non verrà catturato e J'onn J'ozz rivela a Kara e Alex che l'essere è un marziano come lui, ma appartenente ad una razza differente: su Marte, infatti, vivevano due popoli, i pacifici Marziani Verdi, di cui J'onn è l'ultimo sopravvissuto, e i mostruosi e bellicosi Marziani Bianchi. Furono proprio i Marziani Bianchi a sterminare il popolo di J'onn, e quest'ultimo capisce che il marziano che ha attaccato la senatrice è stato attirato dalla sua presenza; J'onn, però, non può affrontarlo per non far saltare la sua copertura, necessaria per non far cadere il DEO nelle mani di Lane, e Kara promette di risolvere il problema. Si scopre però che il Marziano Bianco, che come J'onn è un mutaforma, ha preso le sembianze della senatrice Crane per scovare e uccidere J'onn; Supergirl riesce ad intervenire appena in tempo per metterlo in fuga. J'onn riesce a rintracciarne la tana, ma il Marziano Bianco prende Alex in ostaggio e costringe J'onn a combattere contro di lui. Con l'aiuto di Supergirl, J'onn riesce a mettere fuori gioco il marziano, ma subito dopo, accecato dall'odio, decide di finirlo; Supergirl riesce a farlo ragionare e il Marziano Bianco viene così riportato vivo al DEO e imprigionato. La vera senatrice Crane viene salvata da Supergirl e la donna, grata, rivede completamente le sue posizioni sugli alieni. Alla CatCo, Kara trova casualmente la bozza scartata di una lettera che Cat ha scritto per Adam, il figlio avuto dal suo primo matrimonio, che lei abbandonò per seguire la carriera; pensando di aiutare il suo capo, Kara termina la lettera e la spedisce, con il risultato che Adam si presenta davvero a National City per ricucire il rapporto con la madre. Cat, dapprima furiosa, accetta d'incontrarlo, ma ignora il consiglio di Kara di parlargli con il cuore e Adam, ferito, capisce che non è stata lei a scrivergli la lettera; per fortuna, Kara sistemerà tutto. Quando ogni cosa sembra andare per il meglio, però, si presenta un nuovo problema: una ragazza identica a Supergirl è apparsa all'improvviso e semina il terrore a National City.
- Guest star: Jenna Dewan (Lucy Lane), Blake Jenner (Adam Foster), Tawny Cypress (Miranda Crane), Rudy Marquez (padre), Rebekah Salgado (madre), Jasmine Alveran (figlia), Juan Martínez (figlio), Frank Maharajah (poliziotto), Kevin Derr (agente DEO #1).

## Bizzarro
- Titolo originale: Bizarro
- Diretto da: John Showalter
- Scritto da: Roberto Aguirre-Sacasa e Rachel Shukert

### Trama
Maxwell Lord, sfruttando un campione di DNA di Kara, trasforma la ragazza in coma in una sosia perfetta di Supergirl e la sottopone ad un lavaggio del cervello per convincerla che la vera Supergirl è malvagia e deve essere eliminata; la sosia, battezzata da Cat con il nome Bizzarro, è forte quanto Supergirl, ma possiede poteri opposti ai suoi. Kara sospetta che Bizzarro abbia a che vedere con la ragazza in coma trovata da J'onn nei laboratori di Maxwell Lord; Winn s'introduce nel database dell'ospedale di National City e scopre che diverse ragazze ricoverate in stato comatoso, tutte di età e corporatura corrispondenti a quelle di Kara, sono state trasferite in una clinica privata di proprietà di Lord. Tutte queste ragazze sono delle Jane Doe, ovvero non è stato possibile risalire alla loro identità, ed è per questo che Lord ha potuto sequestrarle senza essere scoperto. Alex affronta Lord e lo scienziato rivela di aver ottenuto il DNA di Supergirl prelevando un campione di sangue di Kara rimasto sul braccio del Red Tornado, che Alex stessa gli aveva consegnato; il DEO, comunque, non ha prove né l'autorità per arrestare Lord, e l'uomo è libero di proseguire con il suo piano. Kara, intanto, frequenta Adam, il figlio di Cat, la quale ne è così felice da essere sorprendentemente gentile con lei. Durante una serata romantica con il ragazzo, Kara viene rapita da Bizzarro e le due si affrontano in uno scontro alla pari, dal momento che i loro poteri si equivalgono; Alex interviene e bersaglia Bizzarro con proiettili di kryptonite, ma il minerale, anziché indebolirla, rende la sosia ancora più aggressiva. Poiché Bizzarro l'ha attaccata nei suoi panni civili, Kara capisce che Lord ha scoperto la sua vera identità e Alex, nonostante sappia di non avere il potere legale per farlo, arresta lo scienziato. Bizzarro rapisce James per costringere Supergirl ad affrontarla; parlando con la sosia, James si rende conto che Bizzarro, in realtà, desidera essere come Supergirl ed è consapevole di esserne solo una brutta copia. Supergirl e Alex riescono a mettere fuori gioco Bizzarro con una sorta di kryptonite inversa, di colore blu e con proprietà speculari a quella originale, e portano la sosia al DEO. La kryptonite inversa annulla le modifiche compiute da Lord e Bizzarro recupera coscienza di sé, ma ritornerà anche in coma, dal momento che era stata la trasformazione a permetterle di svegliarsi; Kara le promette che il DEO troverà il modo di curarla e la sosia, felice, la ringrazia prima di perdere nuovamente conoscenza. Kara, dopo tutto quello che è accaduto, realizza di non potersi permettere distrazioni dai suoi doveri come Supergirl e rompe con Adam, il quale lascia perciò National City; Cat, delusa, prende nuovamente le distanze da Kara. La ragazza, dopo un volo sulla città per schiarirsi le idee, torna a casa, ma viene improvvisamente aggredita da una strana creatura.
- Special guest star: Peter Facinelli (Maxwell Lord).
- Guest star: Blake Jenner (Adam Foster), Hope Lauren (Jane Doe/Bizzarro).
- Altri interpreti: Michael Albala (assistente), Carly Nykanen (impiegato #1), Nick Jaine (impiegato #2), Kent Shocknek (reporter).

## Black Mercy
- Titolo originale: For the Girl Who Has Everything
- Diretto da: Dermott Downs
- Scritto da: Andrew Kreisberg (soggetto); Ted Sullivan e Derek Simon (sceneggiatura)

### Trama
Kara è stata attaccata da Black Mercy, un parassita alieno che mantiene il controllo dell'ospite intrappolandolo in un'allucinazione. Il responsabile è Non, intenzionato ad evitare che Kara interferisca ulteriormente con i loro piani; Astra, contraria all'iniziativa del marito e preoccupata per la nipote, si reca di nascosto da Alex e le spiega il meccanismo d'azione di Black Mercy, rivelando che l'unico modo per salvare Kara è convincerla a rifiutare l'illusione creata dal parassita. Kara, intanto, si risveglia su Krypton circondata da tutti i suoi cari; dapprima consapevole di trovarsi in una visione, la ragazza inizia a perdere sempre più i ricordi della sua vita sulla Terra, fino ad accettare la realtà in cui si trova. Mentre J'onn J'onzz, con l'aiuto di James e Winn, si sostituisce a Kara per non farle perdere il posto alla CatCo, Alex lavora assieme a Maxwell Lord, ancora prigioniero del DEO, ad un sistema di interfaccia virtuale che permetterà ad Alex di inserirsi nella mente della sorella: Astra, infatti, le ha rivelato che Black Mercy costruisce le sue illusioni sulla base di ciò che per l'ospite è più importante, che nel caso di Kara è la famiglia, perciò solo il ricordo di Alex è abbastanza forte da riportarla alla realtà. Grazie ad Alex, Kara si libera dall'illusione e il parassita, perduto il legame con l'ospite, muore. Winn, che assieme a James si trova a collaborare con il DEO a causa della situazione, scopre che Non e Astra stanno approfittando di una tempesta solare che sta investendo la Terra per indebolire le difese terrestri; i kryptoniani hanno inserito un virus nei server delle industrie Lord, spiegando la loro incursione di qualche giorno prima, ma devono installarlo anche nell'impianto di assemblaggio satelliti di Lord. Una squadra comandata da J'onn, Alex e Supergirl si precipita sul posto in tempo per affrontare i kryptoniani, e Alex è costretta ad uccidere Astra per salvare J'onn. Kara non era presente, e J'onn si assume la responsabilità della morte di Astra per non rovinare il legame tra le sorelle. Kara, devastata, piange sul corpo della zia, a cui, in fondo, è sempre rimasta molto affezionata: la prova è che anche Astra era presente nell'allucinazione creata dal Black Mercy.
- Special guest star: Peter Facinelli (Maxwell Lord), Laura Benanti (Alura Zor-El/Astra).
- Guest star: Briana Venskus (agente Vasquez), Chris Vance (Non), Robert Gant (Zor-El), Daniel DiMaggio (Kal-El da bambino).
- Altri interpreti: Christopher Showerman (Tor), Sarah Robson (Dr. Hamilton).

- Nota. Il titolo originale e la trama dell'episodio sono ispirati a For The Man Who Has Everything, fumetto del 1985 scritto da Alan Moore e realizzato da Dave Gibbons e Tom Ziuko; nella storia, Superman viene attaccato dall'alieno Mongul con Black Mercy (tradotto letteralmente con "Clemenza Nera") e si ritrova in una realtà onirica molto simile a quella in cui finisce intrappolata Kara.

## Master jailer
- Titolo originale: Truth, Justice and the American Way
- Diretto da: Lexi Alexander
- Scritto da: Michael Grassi (soggetto); Yahlin Chang e Caitlin Parrish (sceneggiatura)

### Trama
Non sospende le ostilità per celebrare il funerale di Astra e invita Kara alla cerimonia, come sarebbe stato desiderio della moglie; a rito concluso, Non annuncia che osserverà un periodo di lutto di due settimane, com'è usanza per i kryptoniani, dopodiché riprenderà il suo attacco. Al lavoro, Kara deve vedersela con una nuova assistente assunta da Cat, l'intrigante Siobhan Smythe; a peggiorare le cose, Kara è molto fredda con J'onn, che lei crede abbia ucciso Astra, ma J'onn proibisce ad Alex di dirle la verità. Maxwell Lord è ancora detenuto al DEO e la sua scomparsa attira l'attenzione dei media: Cat incarica James e Lucy, che ora è il capo dell'ufficio legale della CatCo, di investigare e James si trova nella difficile posizione di conoscere la verità senza poter rivelare nulla, cosa che complica il suo rapporto con Lucy. James, inoltre, sa che il DEO non ha l'autorità legale per trattenere Lord ed ha un'accesa discussione con Kara, che da parte sua ritiene che Lord abbia ricevuto la giusta pena per i suoi crimini e non intende farlo rilasciare; James arriva a mettere in dubbio l'etica del DEO e persino la moralità di Supergirl, ricordandole che la durezza con cui sta trattando Lord è precisamente il motivo per cui Lord odia così tanto gli alieni. Il DEO, approfittando della tregua, continua la caccia agli evasi di Fort Rozz e si mette sulle tracce di un alieno che si nasconde sotto l'alias di Gabriel Phillips; prima che possano catturarlo, però, Phillips viene rapito da una misteriosa figura in armatura che procede ad una vera e propria esecuzione, decapitando Phillips con una ghigliottina. Il DEO scopre che l'assalitore si fa chiamare "Master Jailer" e ha già rintracciato e giustiziato cinque alieni, tutti evasi da Fort Rozz; esaminando lo schema delle uccisioni, Alex scopre che Master Jailer segue l'ordine di numerazione dei prigionieri e risale così alla prossima vittima, Luzano, un narcotrafficante originario di Starhaven che sulla Terra conduce una vita pacifica come professore universitario. Supergirl interviene, ma Master Jailer riesce a catturarla assieme a Luzano. Si scopre che il misterioso guerriero era uno dei secondini di Fort Rozz e ora sta cercando i prigionieri per giustiziarli uno ad uno. Il DEO risale all'identità terrestre di Master Jailer, il poliziotto Carl Draper, e Alex conduce una missione per liberare Supergirl, resa inerme da radiazioni che simulano il sole rosso di Krypton: Master Jailer intende giustiziarla dopo Luzano perché l'eroina si è schierata in difesa del trafficante, che lei ha capito essere pentito e cambiato. L'intervento della squadra di Alex permette a Supergirl di liberarsi e Draper viene catturato; Luzano, invece, è libero di tornare alla sua vita. Dopo l'esperienza appena vissuta, Alex e Kara decidono di rilasciare Lord, ma lo avvisano di avere abbastanza informazioni per incastrarlo se oserà rivelare la verità sul DEO e Supergirl. Compiuta anche questa missione, Kara decide di lasciare il DEO perché non riesce a perdonare J'onn.
- Special guest star: Peter Facinelli (Maxwell Lord), Laura Benanti (Alura Zor-El/Astra), Jenna Dewan (Lucy Lane).
- Guest star: Chris Vance (Non), Italia Ricci (Siobhan Smythe), Briana Venskus (agente Vasquez), Jeff Branson (detective Carl Draper/Master Jailer), Todd Sherry (professor Alphonse Luzano), Blake Berris (Gabriel Phillips), Ray Campbell (detective Jim Warren).

- Note:
  - Master Jailer indossa un'armatura e una maschera, quando Supergirl lo affronta gli dice "le maschere vanno di moda in quell'altra città"; chiaro riferimento a Gotham City.
  - Le scene che mostrano la rivalità tra le due assistenti di Cat, ricordano molto qualcosa di già visto in Il diavolo veste Prada: anche in tale film, infatti, vengono mostrate le due scrivanie una di fronte all'altra, entrambe affacciate sull'ingresso dell'ufficio di Miranda Priestly (anche lei direttrice di una rivista), con le due assistenti in costante opera di punzecchiamento reciproco.
  - Al DEO, parlando con Alex e Kara, J'onn fa riferimento alla possibilità che l'alieno che cercano sia un pericoloso cacciatore di taglie interstellare, e Alex dice "Non pensi sia..." senza specificare, ma J'onn risponde "No. Se lui fosse in città, lo sapremmo". Si tratta di un probabile riferimento al celebre DC villain Lobo, definito generalmente nella mitologia DC come un "cacciatore di taglie interstellare".

## La fortezza della solitudine
- Titolo originale: Solitude
- Diretto da: Dermott Downs
- Scritto da: Rachel Shukert (soggetto); Anna Musky-Goldwyn e James DeWille (sceneggiatura)

### Trama
Kara ha lasciato il DEO e Alex, sentendosi in colpa, tenta ripetutamente di convincerla a ripensarci. Alla CatCo, Cat riceve i trascritti di un sito internet per adulteri, Diamond Discretions: un hacker ignoto ha rubato i dati e vuole che la CatCo si occupi di divulgarli. Cat rifiuta e l'hacker, per tutta risposta, lancia un vero e proprio attacco a National City. Cat incarica James e Lucy di scoprire l'identità dell'hacker; il rapporto tra loro, però, è in crisi a causa del fatto che James non può rivelarle che Kara è Supergirl. Kara, James e Winn scoprono che l'hacker è una degli evasi di Fort Rozz, una coluana di nome Brainiac-8 che sulla Terra si fa chiamare Indigo. I coluani hanno l'abilità di fondersi con i sistemi informatici ed erano normalmente impiegati dai kryptoniani per la gestione dei computer del pianeta; Indigo, in particolare, è una vecchia conoscenza di Non, di cui è stata l'amante, e ha deciso di rivelarsi in seguito alla morte di Astra per dimostrargli che Myriad è destinato a fallire. Il DEO recluta Winn per scovare Indigo; Kara, decisa a sconfiggerla senza l'aiuto del dipartimento, segue il consiglio di James di cercare informazioni alla Fortezza della Solitudine, scoprendo così che Indigo fu condannata per aver tentato di disattivare le difese di Krypton ed è tuttora considerata la prigioniera più pericolosa mai rinchiusa a Fort Rozz. Kara, testardamente, rifiuta di condividere l'informazione con il DEO e con l'aiuto di James e Lucy, che ancora ignora la sua vera identità, scopre che Indigo punta ad impossessarsi dei permessi di accesso del generale Jonathan Mathers: l'attacco a Diamond Discretions e alla città, infatti, era solo un diversivo per nascondere l'esposizione di Mathers. Indigo intende sfruttare i suoi dati per ordinare un bombardamento nucleare su National City; anche il DEO arriva alla stessa conclusione. Introdottasi alla base, Indigo attiva il lancio di un missile e Supergirl cerca di fermarlo prima che impatti sulla città, ma solo la guida di J'onn le permetterà di disattivare la testata, salvando milioni di vite; Indigo verrà invece eliminata da Winn, che le trasmette un potente virus, ma prima di dissolversi rivela a Kara di essere stata lei a permettere alla capsula di Kara di fuggire dalla Zona Fantasma, tanti anni prima. Risolto il problema, Supergirl si rende conto di quanto abbia rischiato imputandosi di lavorare da sola e decide di tornare nel DEO. Alex, a questo punto, non riesce più a nasconderle la verità e, in lacrime, le confessa di essere stata lei ad uccidere Astra; Kara, seppur sconvolta, perdona la sorella. James ottiene dall'amica il permesso di rivelare a Lucy la verità su Supergirl, ma è ormai troppo tardi, e Lucy lo lascia perché convinta che James sia innamorato di Kara. Nella scena finale si scopre che Indigo non è stata completamente distrutta: i frammenti del suo codice vengono recuperati da Non, che la ricostruisce e la arruola per portare a termine Myriad.
- Special guest star: Jenna Dewan (Lucy Lane).
- Guest star: Laura Vandervoort (Indigo/Brainiac-8), Chris Vance (Non), Italia Ricci (Siobhan Smythe), Malina Weissman (Kara Zor-El da bambina).
- Altri interpreti: Briana Venskus (agente Vasquez), Patrick O'Connell (generale Jonathan Mathers), Jay Jackson (anchorman), Kelly Chavers (fidanzata), Ruben Vernier (fidanzato), Nick Jaine (uomo #1), Michael Hanson (uomo #2).

- Note:
  - Nella Fortezza della solitudine compare l'anello della Legione.
  - Laura Vandervoort, l'attrice che interpreta Indigo, aveva recitato la parte di Kara nella serie televisiva Smallville.

## Kryptonite rossa
- Titolo originale: Falling
- Diretto da: Larry Teng
- Scritto da: Robert Rovner e Jessica Queller

### Trama
Supergirl interviene per salvare un pompiere durante un incendio e viene investita dalle radiazioni emesse da uno strano minerale rosso; da quel momento, Kara inizia a diventare sempre più sfacciata e arrogante, arrivando al punto di tentare di sedurre James, ancora provato dalla rottura con Lucy, e lasciar scappare un evaso di Fort Rozz che era stata incaricata di catturare. Nei giorni seguenti, il comportamento di Kara peggiora sempre di più: a farne le spese sarà soprattutto Siobhan, che verrà licenziata da Cat quando Kara svelerà al capo che la donna voleva vendere al Daily Planet uno scoop sulla fuga dell'alieno. Cat è preoccupata dal cambiamento di Supergirl e cerca di farla ragionare; per tutta risposta, Supergirl la scaraventa giù da un palazzo, salvandola solo all'ultimo istante. Maxwell Lord si costituisce al DEO e rivela che la causa di tutto è una versione sintetica della kryptonite, di colore rosso, che aveva creato per sconfiggere Non. L'incendio in cui è intervenuta Supergirl è stato una fatalità e ha fatto sì che sul luogo dov'era stata piazzata la kryptonite rossa arrivasse lei invece di Non; sfortunatamente, anziché indebolirla come previsto, la variante rossa ha agito sulla mente di Kara, privandola di ogni freno inibitorio e rendendola a tutti gli effetti una minaccia per il mondo intero. Lord, pentito, si offre di mettere a punto un sistema per invertire gli effetti; Alex, nel frattempo, cerca di far tornare la sorella in sé, ma Kara la accusa di invidiarla a causa dei suoi poteri e le rinfaccia l'uccisione di Astra, ferendola. Ormai completamente fuori controllo, Supergirl attacca National City; grazie al sacrificio di J'onn J'onzz, costretto a rivelarsi pubblicamente per fermare Supergirl, Alex riesce a liberare la sorella dalla kryptonite rossa con un sistema creato da Lord. Kara, sconvolta e in lacrime, si scusa con Alex per tutte le cose orribili che ha fatto; Alex la perdona, ma ammette anche che c'era un po' di verità nelle sue accuse. J'onn viene arrestato e riportato al DEO come prigioniero: la scoperta che il direttore è un marziano è un duro colpo per la senatrice Crane. Supergirl tenta di aggiustare i danni fatti sotto l'effetto della kryptonite rossa, ma ormai la città non è più disposta a fidarsi di lei dopo quanto successo. La ragazza si rivolge a Cat per scusarsi e chiederle consiglio: Cat accetta le scuse e le ricorda che, anche se ci vorrà del tempo, non sarà impossibile per lei riconquistare la fiducia delle persone.
- Special guest star: Peter Facinelli (Maxwell Lord).
- Guest star: Italia Ricci (Siobhan Smythe), Tawny Cypress (Miranda Crane), Briana Venskus (agente Vasquez)
- Altri interpreti: Gary Kasper (K'hund), Julie Chen (se stessa), Sara Gilbert (se stessa), Sharon Osbourne (se stessa), Aisha Tyler (se stessa), Sheryl Underwood (se stessa), Kylierae Condon (ragazzina), Kitana Turnbull (ragazzina in costume), Rick Marcus (guardia di sicurezza #1), Mario Perez (guardia di sicurezza #2), Dan Warner (pompiere).

- Note:
  - La scena in cui Kara, sotto l'effetto della kryptonite rossa, si trova in un bar e rompe alcune bottiglie lanciandovi contro delle noccioline è un omaggio a Superman III: nel film, Superman diventa malvagio a causa della kryptonite sintetica creata dal miliardario Ross Webster e vandalizza un locale nello stesso identico modo.
  - La kryptonite rossa compare con caratteristiche simili in Smallville, con la differenza che in Smallville ha effetto anche sugli esseri umani. Nei fumetti, invece, la kryptonite rossa ha effetti imprevedibili, tra cui alterazione dei poteri, bizzarre trasformazioni e sdoppiamenti di personalità.

## Manhunter
- Titolo originale: Manhunter
- Diretto da: Chris Fisher
- Scritto da: Derek Simon (soggetto); Cindy Lichtman e Rachel Shukert (sceneggiatura)

### Trama
La reputazione di Supergirl ha subito un tracollo in seguito alla faccenda della kryptonite rossa: nonostante sia stato appurato che l'eroina non era in sé quando ha attaccato National City, l'opinione pubblica teme che Supergirl possa rivoltarsi nuovamente contro la città da un momento all'altro. Il governo invia al DEO una squadra comandata dal colonnello James Harper e da Lucy Lane, che ha ripreso i gradi di maggiore, per indagare sull'infiltrazione di J'onn J'onzz all'interno del dipartimento e scoprire eventuali complici; J'onn, interrogato da Lucy e Harper, racconta la sua storia. Dieci anni prima, il vero Hank Henshaw condusse una missione sulle Ande per scovare e uccidere un misterioso alieno noto solo come il "Manhunter", ovvero J'onn J'onzz; tra i membri della squadra c'era anche Jeremiah Danvers. J'onn salvò Jeremiah da un serpente velenoso e strinse amicizia con lui, ma Henshaw li sorprese e tentò di uccidere l'alieno. Jeremiah lottò contro Henshaw per proteggere J'onn e nello scontro morirono entrambi; J'onn, allora, decise di sostituirsi ad Henshaw e si assunse l'impegno di vegliare sulle figlie di Jeremiah in ricordo dell'amico. Dopo J'onn, ad essere interrogata è Alex, e la donna racconta di come, tre anni prima, J'onn la reclutò nel DEO, salvandola dalla vita sregolata e vuota che conduceva all'epoca; non rivela che la ragione di questo disagio era il perenne confronto con Kara e con i suoi poteri. Lucy, però, capisce che Alex sapeva della vera identità del direttore e la donna viene arrestata e condannata da Harper ad essere trasferita assieme a J'onn al Progetto Cadmus, un laboratorio governativo dove gli alieni vengono sottoposti ad analisi di ogni tipo. Kara, decisa ad impedirlo, rivela a Lucy di essere Supergirl e per spiegarle il motivo delle menzogne che lei e J'onn sono costretti a raccontare ogni giorno le racconta di quanto sia stato difficile per lei adattarsi alla vita sulla Terra. Lucy, alla fine, capisce che obbedendo ad Harper non sta facendo altro che adattarsi ad un pensiero che in realtà non condivide, e accetta di aiutare Kara a liberare Alex e J'onn. Il marziano si inserisce nella mente di Harper per cancellargli la memoria e scopre con stupore che Jeremiah Danvers è ancora vivo e si trova a Cadmus; Alex e J'onn, che ora sono latitanti a tutti gli effetti, partono dunque per scovare la sede di Cadmus e salvare Jeremiah, mentre Lucy Lane viene nominata nuovo direttore del DEO. Siobhan, intanto, tenta di screditare Kara inviando a Cat una e-mail piena d'insulti, ma l'inganno viene subito smascherato da Winn; furiosa, la donna ha una discussione con Winn sul tetto di un palazzo e nella foga precipita oltre la balaustra, ma emette un urlo così potente da fermare la caduta. Siobhan capisce così di avere dei poteri e pianifica di usarli per vendicarsi di Kara.
- Special guest star: Jenna Dewan (Lucy Lane), Dean Cain (Jeremiah Danvers),
- Guest star: Italia Ricci (Siobhan Smythe), Eddie McClintock (colonnello James Harper), Briana Venskus (agente Vasquez), Malina Weissman (Kara da giovane), Jordan Mazarati (Alex da giovane), Zayne Emory (Rick Malverne).
- Altri interpreti: Jay Jackson (anchorman), Vincent Giovanni (poliziotto), David Hutchison (agente DEO #1), Daniel Josev (agente DEO #2), Maisie Klompus (assistente di Cat), Mackenzie Brooke Smith (studentessa #1), Jaidan Jiron (studentessa #2), Tara Macken (madre), Angela Martinez (reporter), Chester E. Tripp III (autista del trasporto Cadmus), Anthony Nanakornpanom (passeggero del trasporto Cadmus).

## Terre infinite
- Titolo originale: World's Finest
- Diretto da: Nick Gomez
- Scritto da: Greg Berlanti (soggetto); Andrew Kreisberg e Michael Grassi (sceneggiatura)

### Trama
Siobhan scopre che una sua antenata, ai tempi in cui la sua famiglia viveva ancora in Irlanda, fu maledetta da una Banshee; da allora, il potere dello spirito si manifesta in qualunque discendente donna della famiglia che abbia subito un torto, che nel caso di Siobhan è il licenziamento avvenuto a causa di Kara. Siobhan attacca Kara con un potente urlo che la scaraventa fuori dal palazzo della CatCo; la ragazza viene prontamente salvata da un supereroe, Barry Allen, meglio noto come il velocista Flash. Barry, che dopo un iniziale sconcerto capisce di trovarsi in una dimensione alternativa, rivela che esistono infiniti universi paralleli: la sua realtà è Terra-1, mentre quella in cui vive Supergirl è Terra-38, e Barry ci è finito accidentalmente testando i limiti della sua velocità. Siobhan, dopo aver fallito il primo tentativo di eliminare Kara, si allea con Livewire per portare a termine la sua vendetta; quest'ultima accetta in cambio del suo aiuto per uccidere Cat. Alla notizia che Siobhan, che ora ha assunto l'identità di Silver Banshee, e Livewire hanno fatto squadra, Supergirl le affronta con l'aiuto di Flash, ma gli eroi vengono sconfitti e costretti alla ritirata. Kara, ancora demoralizzata perché la città non le ha perdonato gli errori fatti a causa della kryptonite rossa, teme di non farcela, ma Barry la rassicura che con il tempo tutto si sistemerà e le consiglia di non bruciare le tappe. Silver Banshee e Livewire rapiscono Cat per attirare allo scoperto Supergirl e Flash; grazie a dei tappi speciali progettati da Barry, questa volta gli eroi sono in vantaggio e Silver Banshee viene neutralizzata. Supergirl rischia la vita per proteggere un elicottero da uno dei fulmini di Livewire e il coraggioso gesto commuove i cittadini, che ritrovano così fiducia nell'eroina: Livewire verrà sconfitta proprio dai pompieri di National City, che le provocano un sovraccarico con un getto d'acqua. Silver Banshee e Livewire verranno prese in custodia dalla polizia, che grazie ad un sistema inventato da Barry ora è in grado di tenere sotto controllo anche i supercriminali. Barry, alla fine, riesce a tornare nel suo universo, ma prima consiglia a Kara di non perdere l'occasione con James, per cui la ragazza prova ancora qualcosa senza essersi resa conto di essere ormai ricambiata. Più tardi, James va a trovare Kara e, complice una punta di gelosia provocata dalla presenza di Barry, la bacia, ma il momento romantico è interrotto da Non: il kryptoniano ha infatti attivato il progetto Myriad, e James e tutti gli abitanti di National City iniziano a marciare per le vie della città come automi.
- Special guest star: Grant Gustin (Barry Allen/Flash), Jenna Dewan (Lucy Lane).
- Guest star: Italia Ricci (Siobhan Smythe/Silver Banshee), Brit Morgan (Leslie Willis/Livewire), Chris Vance (Non), Harriet Samson Harris (Sinead, zia di Siobhan).
- Altri interpreti: Christopher Showerman (Tor), Sarah Robson (Dr. Amelia Hamilton), Jay Jackson (anchorman), Dan Warner (pompiere).

- Note:
  - Barry accenna all'universo Terra-X, un universo distopico dominato dai nazisti. Terra-X è il mondo di ambientazione della serie Freedom Fighters: The Ray, webserie animata con protagonista il supereroe Ray e anch'essa parte dell'Arrowverse.
  - Cat commenta, riferendosi ai protagonisti, "Sembrate il cast di uno show della CW". Ironicamente, la CW è l'emittente televisiva su cui verrà trasmessa la serie a partire dalla seconda stagione.

## Myriad
- Titolo originale: Myriad
- Diretto da: Adam Kane
- Scritto da: Yahlin Chang e Caitlin Parrish

### Trama
Non, con l'aiuto di Indigo, ha infine avviato Myriad, che si rivela essere un sistema per il controllo mentale degli esseri umani: l'intera National City ne è colpita, incluso il DEO. Lucy, sotto l'influsso di Myriad, esegue l'ordine di Non di scarcerare gli alieni detenuti al dipartimento; Supergirl riesce a disattivare l'apertura delle celle, ma una prigioniera di nome Maxima riesce a fuggire e Supergirl la sconfigge dopo un violento scontro. Kara si reca alla Fortezza della Solitudine per avere informazioni su Myriad, scoprendo che Astra e Non tentarono di usarlo per costringere il popolo di Krypton a seguirli e per questo furono entrambi banditi nella Zona Fantasma; le informazioni sul progetto furono da allora dichiarate segrete per evitare che altri potessero sfruttarlo. Kara chiede aiuto a Superman, ma quest'ultimo cade sotto l'influsso di Myriad non appena mette piede in città: anche se alieno, infatti, Superman è sempre vissuto sulla Terra, subendo il condizionamento umano e quindi sviluppando lo stesso tipo di mente. Gli unici rimasti immuni oltre a Kara sono Maxwell Lord e Cat, schermati dal segnale di Myriad grazie ad un dispositivo inventato da Lord; quest'ultimo ha potuto elaborare la contromisura perché Myriad sfrutta i suoi satelliti (spiegando i continui attacchi di Non alle sue installazioni), ma non l'ha condivisa con il DEO perché diffidente verso il dipartimento dopo l'allontanamento di Alex e J'onn J'onzz. Il piano di Non è estendere Myriad a tutta la Terra, e per dimostrare la sua forza induce al suicidio una dipendente della CatCo senza che Supergirl possa fare nulla per salvarla. Lord propone di sganciare una bomba alla kryptonite su National City, cosa che annienterebbe i kryptoniani ma provocherebbe anche migliaia di morti; Supergirl e Cat lo convincono a cercare un'altra strada. Intanto, Alex e J'onn sono in viaggio in cerca dei laboratori Cadmus, ma vengono informati da Eliza di ciò che sta accadendo a National City e decidono di tornare per fermare Non; Alex riesce a resistere a Myriad grazie alla schermatura fornita dalla telepatia di J'onn, ma i due vengono attaccati da Indigo e J'onn rimane gravemente ferito. Alex, perduta così la protezione di J'onn, finisce perciò sotto il controllo di Myriad e Non la costringe a combattere contro Kara: l'episodio si chiude con Alex, equipaggiata con armi di kryptonite, pronta ad uccidere la sorella.
- Special guest star: Peter Facinelli (Maxwell Lord), Laura Benanti (Alura Zor-El/Astra), Helen Slater (Eliza Danvers), Jenna Dewan (Lucy Lane).
- Guest star: Laura Vandervoort (Indigo), Eve Torres (Maxima), Chris Vance (Non), Glenn Morshower (Sam Lane), Briana Venskus (agente Vasquez), Gary Kasper (K'hund), Cole Michaels (ragazzino/J'onn J'onzz), Jennifer Sommerfeld (poliziotta), Cheryl Turner (donna anziana).

- Nota. Entrando in ufficio, Cat Grant chiede a Kara di "chiamare Harrison Ford e dirgli che, sebbene sia lusingata" lei "non esce con uomini più vecchi, specialmente se sposati". L'attrice che interpreta Cat, Calista Flockhart, è sposata proprio con Harrison Ford dal 2002.

## L'ultimo sacrificio
- Titolo originale: Better Angels
- Diretto da: Larry Teng
- Scritto da: Andrew Kreisberg e Ali Adler (soggetto); Robert Rovner e Jessica Queller (sceneggiatura)

### Trama
Kara e Alex si affrontano, ma Eliza, portata in città da J'onn e protetta dal suo schermo telepatico, riesce a far tornare in sé la figlia con un discorso sulla speranza: il segnale di Myriad, infatti, impedisce alle persone di provare ottimismo. Supergirl, che sa di essere proprio un simbolo di speranza per National City, decide perciò di trasmettere un discorso da una vecchia emittente di Cat: l'idea funziona e i cittadini si liberano dal condizionamento di Myriad. Non, furioso, modifica il segnale per provocare danni cerebrali; Lord calcola che entro poche ore Myriad avrà raggiunto una potenza sufficiente da uccidere chiunque nel raggio di centinaia di miglia. Nessun essere umano può avvicinarsi al covo di Non senza essere ucciso da Myriad, perciò Supergirl non ha altra scelta che tentare la sorte assieme a J'onn, l'unico oltre a lei a resistere agli impulsi. Consapevole che quest'ultima missione potrebbe costarle la vita, Kara si prende del tempo per salutare tutti i suoi cari, dopodiché raggiunge assieme a J'onn il relitto di Fort Rozz, rifugio dei kryptoniani, e affronta Non e Indigo. Dopo una lunga e tremenda battaglia, J'onn annienta Indigo, mentre Supergirl sconfigge Non; Myriad, però, non può essere disattivato e Supergirl decide di sacrificarsi portando Fort Rozz nello spazio. Kara saluta per l'ultima volta Alex, dopodiché lancia l'astronave alla deriva nel cosmo, allontanando Myriad per sempre; Alex, poi, riesce a raggiungere la sorella con la sua navetta e a riportarla sulla Terra, salvandole la vita. Ora è tutto finito: J'onn viene reintegrato nel DEO in qualità di direttore per volontà della Casa Bianca, ottenendo in cambio che Lucy rimanga al dipartimento, mentre Kara, al lavoro, ottiene finalmente una promozione. Kara festeggia assieme ad Eliza, Alex, Winn, James e J'onn, ma la serata si interrompe a causa dello schianto di una navicella kryptoniana: Supergirl apre la capsula e rimane senza parole quando vede cosa c'è all'interno.
- Special guest star: Peter Facinelli (Maxwell Lord), Laura Benanti (Alura Zor-El/Astra), Jenna Dewan (Lucy Lane), Helen Slater (Eliza Danvers).
- Guest star: Chris Vance (Non), Laura Vandervoort (Brainiac-8/Indigo), Glenn Morshower (generale Sam Lane), Malina Weissman (Kara Zor-El da giovane), Briana Venskus (agente Vasquez)
- Altri interpreti: Dawn Greenidge (passante).